# Fausto Cercignani
Fausto Cercignani (Cagliari, 21 març de 1941) és un filòleg, crític literari, poeta i assagista italià.

## Biografia
De pares toscans, Cercignani va estudià a la universitat de Milà, on es va doctorar en Llengua i Literatura estrangeres amb una dissertació sobre la llengua anglesa durant l'època de William Shakespeare. La seva carrera com a professor universitari es va caracteritzar, de bon principi, pels seus interessos filològics en els dominis de la llengua anglesa i la germanística. El 1983, després d'haver exercit a les universitats de Bèrgam (1971-1974), Parma (1974-1975) i Pisa (1975-1983), va tornar a Milà per continuar desenvolupant la seva feina a la Università degli Studi, on va intensificar la seva recerca en el camp de la literatura alemanya.

## L'anglicista
Els interessos filològics de Cercignani s'enfoquen sobretot en la història de la llengua anglesa, i especialment a l'època elisabetiana. Els seus assajos sobre la pronunciació de l'anglès al temps de Shakespeare (publicats a «Studia Neophilologica», «English Studies» i altres revistes científiques) avancen el que esdevindria la seva monografia Shakespeare's Works and Elizabethan Pronunciation, Oxford, University Press (Clarendon Press, 1981), considerada «la millor obra actualment disponible» sobre el tema.
En tant que «autoritat» sobre la pronunciació elisabetiana, Cercignani és sovint citat pel que fa a jocs de paraules, rimes i variants gràfiques en les edicions més recents de les obres de Shakespeare, en la majoria d'obres de consulta sobre Shakespeare, i en la majoria de publicacions que tracten de qüestions lingüístiques i literàries en clau històrica.

## El germanista

### Com a filòleg
Els interessos filològics de Cercignani s'orienten també cap a la història de la fonologia en les llengües germàniques. Cercignani ha publicat articles sobre el protogermànic, el gòtic, l'anglès i l'alemany en revistes especialitzades com «Zeitschrift für vergleichende Sprachforschung», «Indogermanische Forschungen», «Journal of English and Germanic Philology», «Language», «Beiträge zur Geschichte der deutschen Sprache und Literatur» o «The Journal of Indo-European Studies».
La seva monografia The Consonants of German: Synchrony and Diachrony (Milà, 1979) «ens ofereix una contribució original a la fonologia alemanya així com una excel·lent representació de l'estat de l'art».

### Com a crític literari
Els interessos literaris de Cercignani s'orienten de bon principi a la poesia de Karl Krolow, amb assajos publicats a «Germanisch-Romanische Monatsschrift», «Literaturwissenschaftliches Jahrbuch» i altres revistes especialitzades (1984–1986). El seu estudi sobre les primeres novel·les de Christa Wolf (Existenz und Heldentum bei Christa Wolf. «Der geteilte Himmel» und «Kassandra», Würzburg, Königshausen & Neumann, 1988) i els assajos subsegüents de les seves obres posteriors han contribuït a mostrar la vertadera essència de l'obra de l'escriptora alemanya, independent dels seus alts i baixos tant polítics com personals.
Cercignani ha estudiat l'obra d'un gran nombre d'autors en llengua alemanya, com ara: Jens Peter Jacobsen, Georg Trakl, Georg Büchner, Arthur Schnitzler, Wolfgang Goethe, Gotthold Ephraim Lessing, Wilhelm Heinrich Wackenroder, Hugo von Hofmannsthal, Rainer Maria Rilke, Alban Berg, E.T.A. Hoffmann, Robert Musil, Novalis, Joseph Roth, Richard Beer-Hofmann, Karl Kraus, Franz Kafka, Thomas Mann, August Stramm, Gerhart Hauptmann, Reinhard Jirgl, Friedrich Schiller…
Des de 1992 ha dirigit, en col·laboració amb el Fòrum Austríac de Cultura de Milà, la publicació periòdica internacional Studia austriaca (ISSN 1593-2508), l'única publicació italiana dedicada totalment a la cultura i la literatura austríaca. Des de 1994 ha dirigit també Studia theodisca (ISSN 1593-2478), publicació periòdica d'assajos internacionals sobre literatura en països de parla alemanya.

## El poeta
La producció poètica de Cercignani ha estat recollida en set llibrets i inclou també poemes publicats a «Almanacco dello Specchio», «Anterem» i d'altres revistes. El crític italià Giorgio Bárberi Squarotti, professor de la universitat de Torí, parla de «poesia orfística», però «dura i brillant com l'acer». El crític italià Carlo Alessandro Landini opina que les composicions de Cercignani «copsen el màxim de concentració gràcies a una acceleració del pensament o del sentiment que reconstrueix la fisicalitat mitjançant l'abstracció».
Cercignani ha practicat també l'autotraducció dels seus textos poètics.

## Obra selecta

### Filologia anglesa
- Shakespeare's Works and Elizabethan Pronunciation, Oxford, University Press (Clarendon Press), 1981.
- English Rhymes and Pronunciation in the Mid-Seventeenth Century, a «English Studies», 56/6, 1975, pp. 513–518.
- The Development of */k/ and */sk/ in Old English, a «Journal of English and Germanic Philology», 82/3, 1983, pp. 313–323.

### Germanística (filologia)
- The Consonants of German: Synchrony and Diachrony. Milano, Cisalpino, 1979.
- The Development of the Gothic Short/Lax Subsystem, a «Zeitschrift für vergleichende Sprachforschung», 93/2, 1979, pp. 272–278.
- Early «Umlaut» Phenomena in the Germanic Languages, a «Language», 56/1, 1980, pp. 126–136.
- Zum hochdeutschen Konsonantismus. Phonologische Analyse und phonologischer Wandel, a «Beiträge zur Geschichte der deutschen Sprache und Literatur», 105/1, 1983, pp. 1–13.
- The Elaboration of the Gothic Alphabet and Orthography, a «Indogermanische Forschungen», 93, 1988, pp. 168–185.
- Saggi linguistici e filologici. Germanico, gotico, inglese e tedesco, Alessandria, Edizioni dell'Orso, 1992.

### Germanística (literatura)
- F. Cercignani - M. Giordano Lokrantz (a cura de), In Danimarca e oltre. Per il centenario di Jens Peter Jacobsen, Milano, Cisalpino, 1987.
- Existenz und Heldentum bei Christa Wolf. «Der geteilte Himmel» und «Kassandra», Würzburg, Königshausen & Neumann, 1988.
- Memoria e reminiscenze. Nietzsche, Büchner, Hölderlin e i poemetti in prosa di Trakl, Torino, Genesi Editrice, 1989.
- F. Cercignani (a cura de), Studia trakliana. Georg Trakl 1887-1987, Milano, Cisalpino, 1989.
- F. Cercignani (a cura de), Studia büchneriana. Georg Büchner 1988, Milano, Cisalpino, 1990.
- F. Cercignani (a cura de), Studia schnitzleriana, Alessandria, Edizioni dell'Orso, 1991.
- F. Cercignani - E. Mariano (a cura de), Vincenzo Errante. La traduzione di poesia ieri e oggi, Milano, Cisalpino, 1993.
- F. Cercignani (a cura de), Studia theodisca. Gotthold Ephraim Lessing, Milano, Edizioni dell'Arco, 1994.
- F. Cercignani (a cura de), Novalis, Milano, CUEM, 2002.

### Poesia
- Fiore siglato, Florència 1988.
- Fisicità svanite, Torí 1988. Premi de poesia Città di Moncalieri 1989.
- Vene di trasparenza, Verona 1990.
- Nella grafia di un'ombra, Alexandria 1991.
- Pulviscoli rigati, Nàpols 1992.
- Stelle di brina, Milà 1993.
- Reticoli svagati, Milà 1996.
- Shakespearean Fancies (llibre electrònic), 2012.
- Scritture. Poesie edite e inedite, Torí 2015.

### Contes
- Five Women (llibre electrònic), 2013.

## Premis i reconeixements
- Österreichisches Ehrenkreuz für Wissenschaft und Kunst I. Klasse (Creu d'Honor Austríaca per la Ciència i l'Art Primera Classe), Milà, 1996.